# Terriglobus saanensis
Terriglobus saanensis es una bacteria gramnegativa del género Terriglobus. Fue descrita en el año 2011. Su etimología hace referencia al monte Saana, en Finlandia. Es aerobia e inmóvil. Tiene un tamaño de 0,5-0,7 μm de ancho por 1,5-3 μm de largo. Forma colonias circulares, convexas, lisas y de color entre beige claro y rosa claro en agar R2A. Temperatura de crecimiento entre 4-30 °C, óptima de 25 °C. Catalasa positiva y oxidasa negativa. Tiene un genoma de 5 Mpb y un contenido de G+C de 57,3%. Se ha aislado del suelo en el monte Saana, Finlandia.